# Wilhelm Goswin Anton von Galen
Wilhelm Goswin Anton von Galen zu Assen (* 1. Oktober 1678 in Dinklage; † 11. September 1710 in Düsseldorf) war Erbkämmerer im Hochstift Münster.

## Leben

### Herkunft und Familie
Wilhelm Goswin Anton von Galen zu Assen entstammt der Familie von Galen. Er wurde als Sohn des Franz Wilhelm von Galen zu Assen und dessen Gemahlin Ursula Helena von Plettenberg-Lenhausen (* 1654, † 1720), Schwester des Fürstbischofs Friedrich Christian von Plettenberg, geboren und hatte vier Schwestern: Anna Maria (* 1672, ⚭ Franz Anton von Landsberg), Francelina (* 1680, ⚭ Franz Christoph von Hörde zu Störmede), Elisabeth Antonetta († 1715, Kanonisse in Nottuln) und Maria Theresia († 1727, Stiftsdame in Nottuln, ⚭ Franz Otto von Weichs). Sein Bruder Franz Heinrich Christian (* 1679, † 1712) war Domherr in Münster und Worms, Friedrich Christian Domdechant in Münster und Wilhelm Ferdinand Erbkämmerer und Amtsdroste. Er selbst heiratete am 8. Februar 1705 in Henrichenburg die Erbtochter Anna Maria von Sythen (1686–1724). Aus der Ehe ging die Tochter Anna Helena Maria Antonia Josepha von Galen (* 1707, † 1739, ⚭ 1728 Christian Franz Dietrich von Fürstenberg) hervor.

### Werdegang und Wirken
Im Jahre 1693 erhielt Wilhelm Goswin Anton die zweite Familienpräbende in Minden, auf die er im Mai 1697 zugunsten seines Bruders Friedrich Christian verzichtete. Es schloss sich ein zweijähriges Studium in Prag an. Am 10. August 1701 fand die Aufschwörung zur Münsterschen Ritterschaft statt.
Er nominierte am 12. Mai 1716 seine Tochter Anna Helena für eine Präbende im Stift Nottuln, die sie wegen ihrer Eheschließung im Jahre 1728 an Maria Sophia Franzisca von Galen abgab.

### Erbstreitigkeiten um das Haus Sythen
Vor ihrer Eheschließung hatten Wilhelm Goswin Anton von Galen und Anna Maria von Sythen am 6. September 1704 einen umfangreichen Ehevertrag geschlossen. Danach hatte nach dem Tod Anna Marias im Jahre 1724 die älteste Tochter Anna Helena Maria die Erbansprüche. Dennoch machten Anna Marias Enkeltochter aus zweiter Ehe, Wilhelmina Friderica von Westerholt zu Westerholt und Alst und deren Sohn Wilhelm, (vergeblich) Ansprüche geltend. Erben auf Haus Sythen wurden Franz von Fürstenberg bzw. Franz Egon von Fürstenberg.

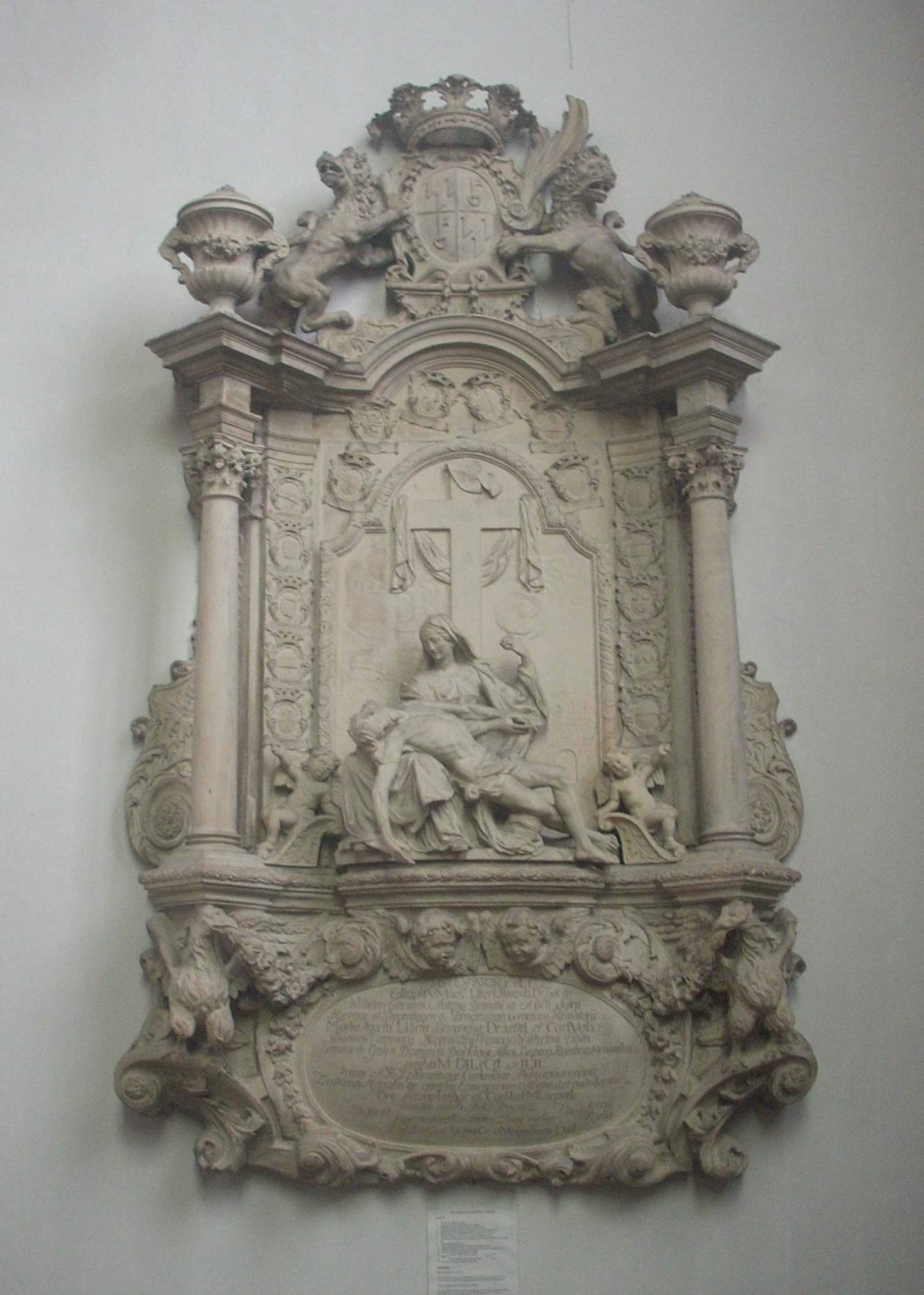
Epitaph Wilhelm Goswin Antons von Galen in St. Sixtus, Haltern (1710)

### Sonstiges
Wilhelm Goswin Anton ist in der Pfarrkirche zu Haltern begraben. Dort befindet sich auch sein Epitaph.